# Сказка, рассказанная ночью
«Сказка, рассказанная ночью» — советский художественный фильм-сказка, выпущенный в 1981 году киностудией имени Горького. Снят режиссёром Ирмой Рауш по циклу произведений Вильгельма Гауфа «Харчевня в Шпессарте».

## Сюжет
Идущие по ночному лесу двое подмастерьев Гуго и Эдвин не знают, куда деваться от страха, ведь в лесу, по слухам, хозяйничают разбойники. Вдруг они видят огни в окнах дома. Подмастерья просят, чтобы их пустили на ночлег. В доме оказываются студент и аптекарь. Где находится хозяин дома, они и сами не знают — видимо, он сбежал, испугавшись разбойников. Чтобы скоротать ночь, они решают рассказывать друг другу сказки. Чуть позже в доме останавливается графиня. Её пускают переночевать.
Внезапно появившиеся разбойники потребовали выдать им графиню. Но подмастерья и студент, перехитрив злодеев, сами отправились в их логово. Главарь, тронутый рассказанной студентом сказкой, оказался потомком Петера Мунка и помог им сбежать, а прекрасная графиня полюбила студента.
В фильме использована сказка Вильгельма Гауфа «Холодное сердце» об угольщике Петере Мунке, продавшем сердце за мешок золота, пересказ которой представляет собой вторую сюжетную линию.

## В ролях
- Александр Галибин — угольщик Петер Мунк
- Расми Джабраилов — аптекарь
- Мара Звайгзне — графиня Эмилия
- Александр Калягин — Голландец Михель
- Майя Кирсе — Ильза, жена угольщика Петера
- Игорь Костолевский — студент философии из Геттингена
- Дмитрий Кравцов — Гуго, первый подмастерье (озвучивает Михаил Кононов)
- Димитрий Кречетов — Эдвин, второй подмастерье
- Александр Лазарев — разбойник Петер Мунк
- Ирина Мурзаева — графиня фон Раушенбах, тётушка Эмилии
- Валентинс Скулме — барон Ульрих фон Штейнберг (озвучивает Игорь Ясулович)
- Юри Ярвет — хозяин леса
- Леонид Ярмольник — Клаус, богач, сменявший человеческое сердце на умение выигрывать в кости

### В эпизодах
- Гунта Грива
- Вера Грибача-Валтере
- Виктор Косых
- Анатолий Касапов — спутник графини
- Эдгар Лиепиньш — солдат барона
- Сергей Лодзейский
- Гунарс Плаценс — священник
- Рудольф Плепис — гонец
- Александр Слауготнис

## Съёмочная группа
- Режиссёр: Ирма Рауш
- Автор сценария: Игорь Фёдоров (по воспоминаниям Евгения Митько, за этим псевдонимом скрываются Валерий Фрид и Юлий Дунский[2])
- Операторы: Олег Рунушкин, Александр Ковальчук[1]
- Художник: Владимир Постернак
- Художник по костюмам: Вера Куратова
- Композитор: Виктор Купревич
- Звукооператор: Людмила Дружинина